# Marcus Tullius Decula
Marcus Tullius Decula est un consul romain du début du Ier siècle av. J.-C., de la gens plébéienne des Tullii.

## Biographie
Dans son parcours des magistratures, il échoue à l'élection comme édile, ce qui n'est toutefois pas rédhibitoire pour la suite de sa carrière politique.
Il est probablement préteur lorsque Cinna exerçait le pouvoir à Rome.
En 81 av. J.-C., le dictateur Sylla instaure le retour à la légalité après les guerres civiles en organisant les élections avec des candidatures issues des diverses factions. Tullius Decula, malgré sa présence à Rome sous Cinna, est élu consul avec Cnaeus Cornelius Dolabella, partisan de Sylla.